# Qaqqarsuaq (Nuuk)

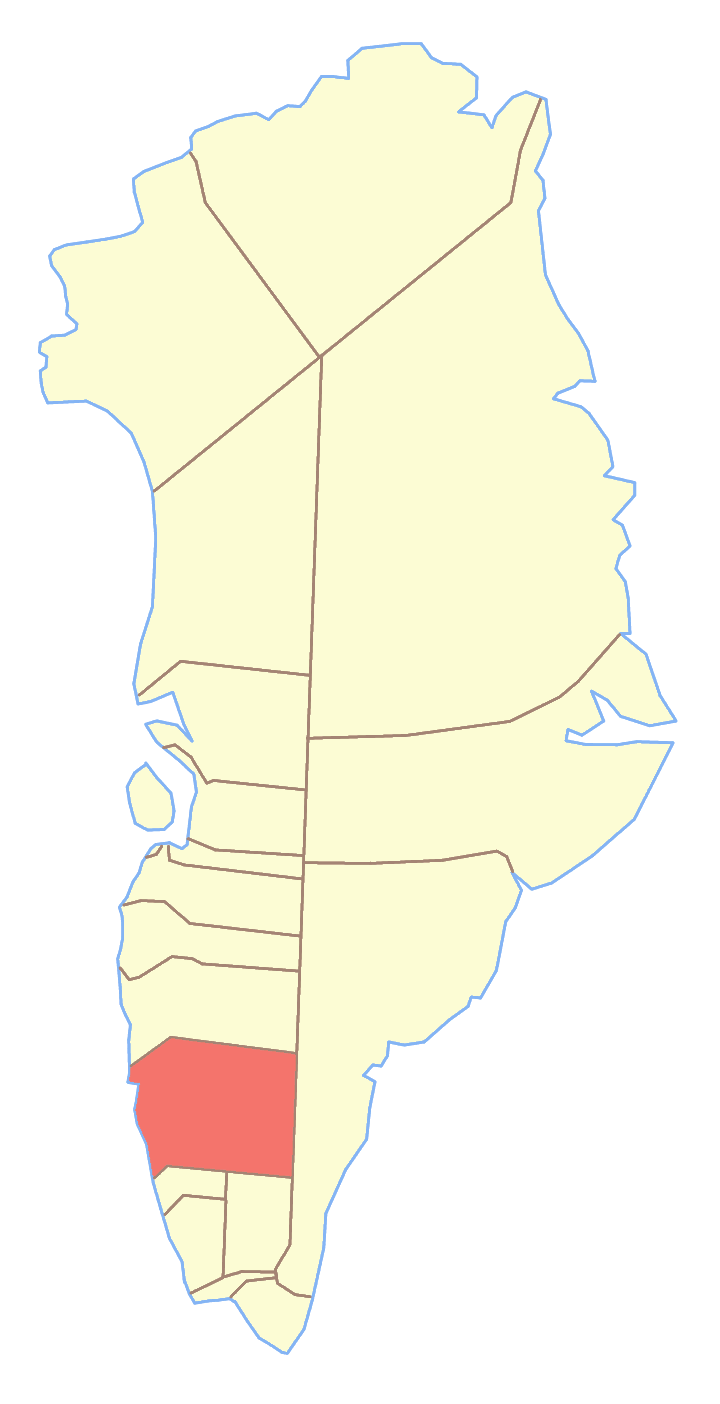
Ex comune di Nuuk, dove si trovava il Qaqqarsuaq

Il Qaqqarsuaq è una montagna della Groenlandia di 1.154 metri. Appartiene al comune di Sermersooq.